# Emirat de Bedde
Bedde és un emirat tradicional de l'estat de Yobe, al nord de Nigèria. Els pobles bades (Bedde, Bede), que van emigrar vers 1300 des de Kanem al nord del llac Txad, estaven ja assentats en les proximitats del poblet de Tagali prop de Gashua ja al segle XIV; poc després van caure sota la jurisdicció d'un Galadima ("governador") del regne de Bornu amb centre a la propera Nguru (vegeu Kanem-Bornu). No va ser fins a finals del segle xviii que van quedar sota el poder de la dinastia bade de Gidgid (del nom d'un assentament a 48 quilòmetres al sud-sud-oest de Gashua). El 1808 els guerrers de la gihad fulbe es van moure per la zona i els bades van demanar la seva protecció i van acceptar pagar un tribut d'esclaus a Bornu. Vers el 1818 Mai lawan Babuje, el mai bade (governant) va considerar el tribut massa alt i va organitzar un federació de grups bades, construint la ciutat emmurallada de Gorgoram (27 milles al sud-oest de Gashua) com la seva capital, i va declarar la independència bade tant dels fulani com dels kanuri de Bornu. Mai Alhaji, el seu fill i successor (que va regnar entre 1842-1893), va defensar amb èxit Gorgoram dels atacs fulani (majoritàriament de la ciutat de Hadejia, 73 milles a l'oest-sud-oest) i dels atacs kanuri. Finalment Gorgoram va ser capturada durant el regnat del Mai Duna (1893-1897) per les forces de Rabah az-Zubayr, el guerrer sudanès que va destruir el poder de Bornu, al que va seguir l'arribada de la dominació britànica en 1902; Mai Saleh (també Mai Sale; va regnar 1897-1919) va ser reconegut com l'emir independent de Bedde.
Bedde és avui dia un emirat tradicional; està habitat principalment pels pobles de majoria musulmana bades, ngizim i kanuri. L'emirat de Bedde es troba a Nigèria, a l'estat de Yobe; la seva capital és Gashua; el seu emir (que és l'onzè) és Alhaji Abubakar Umar Suleiman i porta el títol d'emir, sent de la dinastia Bedde, havent pujat al tron el 12 de novembre de 2005. L'emirat no s'ha de confondre amb el sultanat de Bedde a Ngouri-Baderi, a la regió del llac Txad, al Txad. El governant del sultanat és Mai Kadjallah Mahamat Nour Bokori i porta el títol de Mai Bede, sent membre de la dinastia històrica de Kanem; els bades del Txad es consideren a si mateixos com un subgrup kanembu i viuen en cinc regions: Kanem, Llac, Hadjer-Lamis, Bahr al-Ghazal i Tibesti; són considerats els primers habitants de Kanem i van fundar el primer regne de l'actual Txad, que es va anomenar el regne de Bade.
El seu clima de sabana àrida només és compatible amb una població escassa, però la seva ubicació en els sistemes de drenatge dels rius estacionals Hadejia i Katagum, que s'uneixen a l'emirat per formar el Komadugu Yobe, permet la pesca durant la temporada de pluges. Cacauets i cotó són els cultius comercials principals; però la melca, el mill, el caupí, el tabac, i la goma àrab també es troben en venda en els mercats locals. El bestiar, cabres i ovelles són la principal ramaderia. Gashua, la ciutat més gran de Bedde amb diferència, és la seu d'un consell de govern local i un centre de mercat, així com la seu dels Mai Bedde o emirs.

## Governants[1]
| Títol     | Regnat      | Nom                          | Naixement/mort   |
| --------- | ----------- | ---------------------------- | ---------------- |
| Mai Bedde |             | Dugum Bugia                  |                  |
| Mai Bedde |             | Dugum Akuya dan Bugia        |                  |
| Mai Bedde | fins 1842   | Lawan Babuje dan Dugum Akuya | (+ 1842)         |
| Mai Bedde | 1842 - 1893 | Al-Hajji dan Babuje          | (+ 1893)         |
| Mai Bedde | 1893 - 1897 | Duna dan al-Hajji            |                  |
| Mai Bedde | 1897 - 1904 | Salih dan al-Hajji           | (+ 1919)         |
| Emir      | 1904 - 1919 | Salih dan al-Hajji           |                  |
| Emir      | 1920 - 1941 | Sulayman dan Salih           |                  |
| Emir      | 1942 - 1945 | Mai Umara dan al-Hajji       | (+ 1945)         |
| Emir      | 1945 - 1981 | Mai Umar dan Sulayman        | (n. 1919 + 1981) |
| Emir      | 1981 - 2005 | Mai Saleh Ibn Suleiman II    | (n. 1925 + 2005) |
| Emir      | 2005 -      | Mai Abubakar Umar Suleiman   | (n. gener 1962)  |